# Olešnice (district de Hradec Králové)
Pour les articles homonymes, voir Olešnice.
Olešnice (en allemand : Woleschnitz) est une commune du district de Hradec Králové, dans la région de Hradec Králové, en République tchèque. Sa population s'élevait à 380 habitants en 2022.

## Géographie
Olešnice se trouve à 2 km au sud-ouest du centre de Chlumec nad Cidlinou, à 29 km à l'ouest-sud-ouest de Hradec Králové et à 73 km à l'est-nord-est de Prague.
La commune est limitée par Převýšov au nord-ouest, par Chlumec nad Cidlinou au nord, à l'est et au sud-est, et par Žiželice au sud et à l'ouest.

## Histoire
La première mention écrite de la localité date de 1393.

## Transports
Par la route, Olešnice se trouve à 2 km de Chlumec nad Cidlinou, à 31 km de Hradec Králové et à 84 km de Prague. 